# 감광 속도

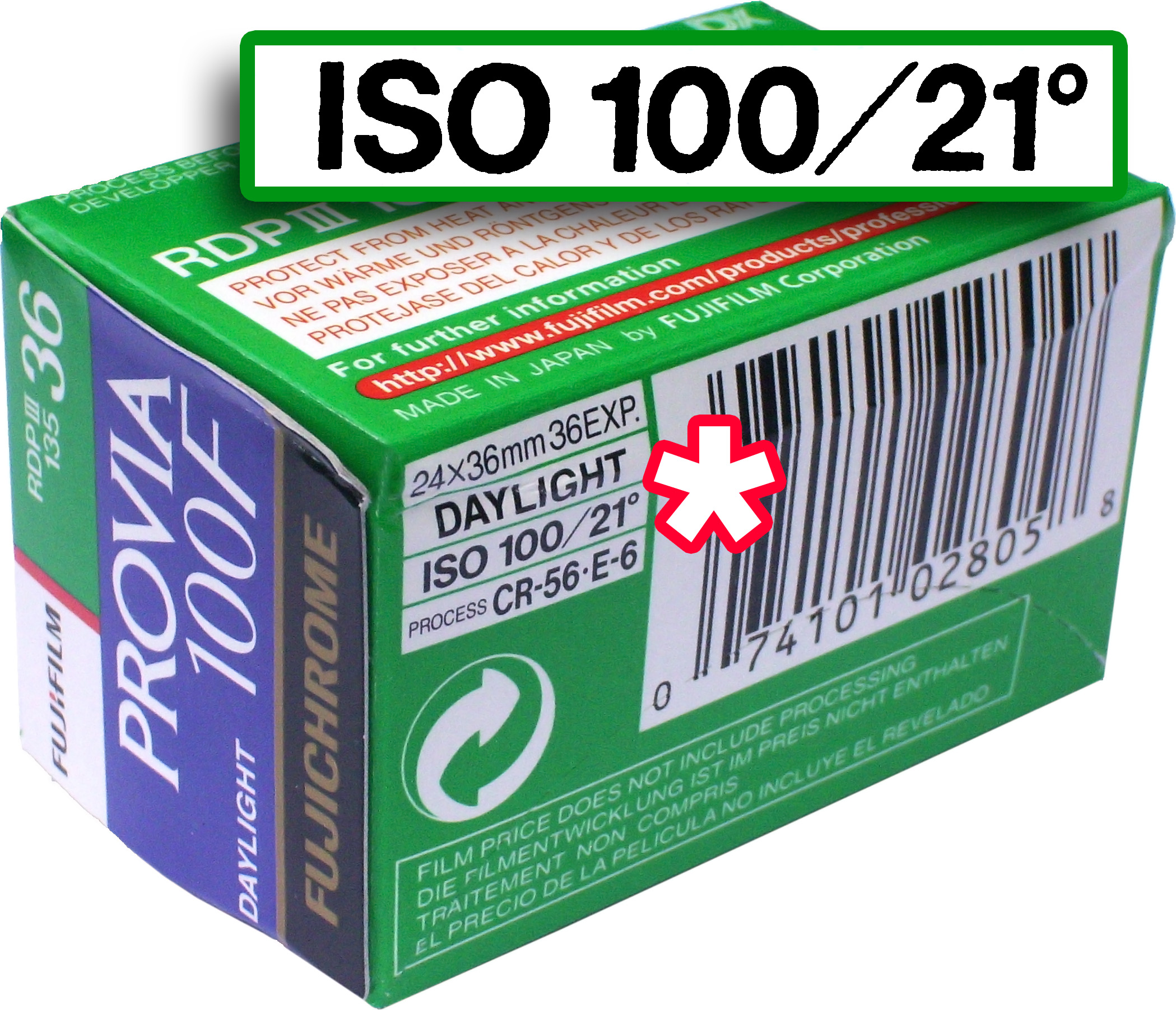

감광 속도(感光速度), 필름 속도(film speed), 또는 필름 감도는 필름 카메라나 디지털 카메라가 빛에 감응하는 속도의 비율을 말한다. 필름의 경우 ISO 5800:1987 표준을, 디지털 카메라의 경우 ISO 12232:1998 표준을 따른다. 흔히 ISO로 표시하고 선형 스케일(linear scale)을 주로 사용한다.
ISO 선형 스케일은 과거 ASA(ANSI의 옛 이름인 American Standards Association 두문자어) 스케일에 해당하는데, 감광 속도가 2배가 될 때 값도 2배가 된다. ISO 로그(log) 스케일의 경우 과거 DIN(Deutsches Institut für Normung) 스케일에 해당되고, 감광 속도가 2배가 될 때 값은 3°가 증가한다. 이를테면, ISO 200/24° 필름은 ISO 100/21°보다 감광 속도가 2배이다. (빛에 2배 민감하다.)
필름의 경우 ISO 25/15°, 50/18°, 100/21°, 200/24°, 400/27°, 800/30°, 1600/33°, 3200/36°가 가장 흔하다. 일반 소비자용 필름은 보통 ISO 100~800 값을 가진다. 콤팩트 디지털 카메라의 경우 보통 ISO 50~3200 값을 가질 수 있고, DSLR의 경우 보통 ISO 100~6400 값을 가질 수 있다. 최신 고성능 DSLR의 경우 ISO 25600~51200을 지원하기도 한다.
ISO 값이 클수록 빛에 감응하는 속도가 빨라져서 적은 노출을 줄 수 있고, 이는 같은 광량에서 빠른 셔터 속도를 사용하거나 조리개를 조여 심도를 깊게 할 수 있음을 의미한다.

## 필름의 감광 속도
사진 필름의 경우 감광 속도가 빠를수록 입자가 거친데, 이는 필름에서 빛에 반응하는 은염입자의 크기에 따른 자연스러운 것이다.
은염입자가 작은 필름은 감도가 낮고, 입자가 크면 감도가 큰 편이다.
그리고 이러한 필름내의 은염입자의 입상성에 따라서 필름의 해상력이나 선예도도 달라진다.

## 디지털 카메라의 감광 속도
디지털 카메라의 경우 ISO를 높일 수 있는데, 이는 다음과 같은 두 가지 방법을 통해 이루어질 수 있다.
- 아날로그 증폭기(amplifier)를 사용하여 신호를 증폭시키는 방법. (아날로그-디지털 변환회로를 거치기 전에 이루어진다)
- 디지털 값을 증가시키는 방법. (보통 binary shift 연산을 통해 이루어지며 아날로그 디지털 변환회로에서 얻어진 디지털 값으로 적용된다)

디지털 카메라들은 위 둘 중 하나를 사용하거나 둘 모두를 사용할 수 있다. 증폭기의 노이즈와 아날로그-디지털 변환회로의 노이즈 중 어떤 값이 크냐에 따라 어떤 방법이 좋은지가 결정된다.
어떤 방법을 사용하든 빠른 셔터 속도나 깊은 피사계 심도를 위해 ISO를 높이면, 노이즈가 증가하게 된다. (신호 대 잡음비가 감소)

## 같이 보기
- 렌즈 밝기

## 참고 문헌
- 한승희 (2016). 《사진측량 및 원격탐측개론》. 구미서관. 27쪽.

### 표준
- 공식 ISO 6:1993 (흑백 필름).
- 공식 ISO 2240:2003 (컬러 리버설 필름).
- 공식 ISO 5800:1987 (컬러 네거티브 필름).
- 공식 ISO 12232:2006 (디지털 스틸 카메라).